# Campeonato Europeo de Piragüismo en Aguas Tranquilas de 2007
El IX Campeonato Europeo de Piragüismo en Aguas Tranquilas se celebró en Pontevedra (España) entre el 26 de junio y el 1 de julio de 2007 bajo la organización de la Asociación Europea de Piragüismo (ECA) y la Real Federación Española de Piragüismo. 
Las competiciones se desarrollaron en el canal de piragüismo acondicionado en el embalse de Pontillón de Castro, en la parroquia de Verducido.

## Países participantes
Participaron en total 474 palistas de 33 federaciones nacionales de la ECA. Se otorgaron medallas en 27 especialidades (18 masculinas y 9 femeninas).
| - Alemania (30) - Armenia (2) - Austria (8) - Bélgica (5) - Bielorrusia (16) - Bulgaria (9) - Croacia (5) - Dinamarca (9) - Eslovaquia (18) | - España (41) - Estonia (4) - Finlandia (14) - Francia (14) - Grecia (5) - Hungría (42) - Irlanda (6) - Israel (6) - Italia (18) | - Letonia (14) - Lituania (12) - Luxemburgo (2) - Noruega (9) - Países Bajos (8) - Polonia (28) - Portugal (15) - Reino Unido (16) | - República Checa (17) - Rumania (18) - Rusia (15) - Serbia (16) - Suecia (10) - Suiza (3) - Ucrania (20) |

## Medallistas

### Masculino
| Evento    | Oro | Plata | Bronce                                                                                     |
| --------- | --- | --- | ------------------------------------------------------------------------------------------ |
| K1 200 m  | Jonas Ems · Alemania · 36,796 s                                                                                    | Marek Twardowski · Polonia · 37,119 s                                                                         | Gergely Gyertyános · Hungría · 37,432 s                                                    |
| K2 200 m  | Raman Piatrushenka · Vadzim Majneu · Bielorrusia · 33,664                                                          | Ronald Rauhe · Tim Wieskötter · Alemania · 33,669                                                             | Ognjen Filipović Dragan Zorić Serbia 33,915                                                |
| K4 200 m  | Ognjen Filipović Dragan Zorić Bora Sibinkić Milan Đenadić Serbia 31,088                                            | Raman Piatrushenka · Aliaxei Abalmasau · Dziamian Turchyn · Vadzim Majneu · Bielorrusia · 31,498              | Viktor Kadler · Gergely Gyertyános · István Beé · Balázs Babella · Hungría · 31,708        |
| K1 500 m  | Tim Brabants Reino Unido 1:42,653                                                                                  | Anders Gustafsson · Suecia · 1:42,905                                                                         | Marek Twardowski · Polonia · 1:43,450                                                      |
| K2 500 m  | Ronald Rauhe · Tim Wieskötter · Alemania · 1:33,906                                                                | Raman Piatrushenka · Vadzim Majneu · Bielorrusia · 1:34,436                                                   | Tomasz Mendelski · Adam Wysocki · Polonia · 1:36,235                                       |
| K4 500 m  | Richard Riszdorfer · Michal Riszdorfer · Erik Vlček · Juraj Tarr · Eslovaquia · 1:25,210                           | Dzianis Zhyhadla · Stanislau Strelchanka · Ruslan Bichan · Siarhei Findziukevich · Bielorrusia · 1:26,729     | Márton Sík · Attila Boros · Attila Csamangó · Gábor Bozsik · Hungría · 1:26,829            |
| K1 1000 m | Eirik Verås Larsen · Noruega · 3:39,179                                                                            | Tim Brabants Reino Unido 3:40,342                                                                             | Zoltán Benkő · Hungría · 3:41,742                                                          |
| K2 1000 m | Zoltán Kammerer · Gábor Kucsera · Hungría · 3:21,174                                                               | Andreas Ihle · Rupert Wagner · Alemania · 3:21,867                                                            | Philippe Colin Cyrille Carré Francia 3:21,957                                              |
| K4 1000 m | Richard Riszdorfer · Michal Riszdorfer · Erik Vlček · Juraj Tarr · Eslovaquia · 3:02,812                           | Lajos Gyökös · Roland Kökény · Ákos Vereckei · Gábor Horváth · Hungría · 3:03,372                             | Marek Twardowski · Adam Seroczyński · Tomasz Mendelski · Adam Wysocki · Polonia · 3:03,812 |
| C1 200 m  | Jevgenij Šuklin · Lituania · 41,969                                                                                | Maxim Opalev · Rusia · 42,092                                                                                 | Yuri Cheban · Ucrania · 42,132                                                             |
| C2 200 m  | Raimundas Labuckas · Tomas Gadeikis · Lituania · 38,387                                                            | Yevgueni Ignatov · Ivan Shtyl · Rusia · 38,690                                                                | Christian Gille · Tomasz Wylenzek · Alemania · 38,973                                      |
| C4 200 m  | Yevgueni Dorojin · Nikolai Lipkin · Yevgueni Ignatov · Ivan Shtyl · Rusia · 35,150                                 | Dzmitri Rabchanka · Dzmitri Vaitsishkin · Kanstantsin Shcharbak · Aliaxandr Vauchetski · Bielorrusia · 35,456 | Pál Sarudi · Péter Balázs · Gábor Horváth · Márton Joób · Hungría · 35,889                 |
| C1 500 m  | Andreas Dittmer · Alemania · 1:54,540                                                                              | Nikolai Lipkin · Rusia · 1:54,613                                                                             | David Cal Figueroa · España · 1:55,733                                                     |
| C2 500 m  | Aliaxandr Bahdanovich · Andrei Bahdanovich · Bielorrusia · 1:59,188                                                | Serguei Uleguin · Alexandr Kostoglod · Rusia · 1:59,818                                                       | György Kozmann · György Kolonics · Hungría · 2:00,454                                      |
| C4 500 m  | Andrei Bahdanovich · Aliaxandr Kurliandchyk · Aliaxandr Zhukouski · Aliaxandr Bahdanovich · Bielorrusia · 1:38,376 | Paweł Skowroński · Arkadiusz Toński · Łukasz Woszczyński · Marcin Grzybowski · Polonia · 1:39,286             | Robert Nuck · Stefan Holtz · Thomas Lück · Sebastian Brendel · Alemania · 1:39,359         |
| C1 1000 m | Attila Vajda · Hungría · 4:04,429                                                                                  | Maxim Opalev · Rusia · 4:07,712                                                                               | David Cal Figueroa · España · 4:08,676                                                     |
| C2 1000 m | Christian Gille · Tomasz Wylenzek · Alemania · 3:48,304                                                            | György Kozmann · György Kolonics · Hungría · 3:48,574                                                         | Aliaxandr Bahdanovich · Andrei Bahdanovich · Bielorrusia · 3:50,087                        |
| C4 1000 m | Dzmitri Rabchanka · Dzmitri Vaitsishkin · Kanstantsin Shcharbak · Aliaxandr Vauchetski · Bielorrusia · 3:30,666    | Márton Metka · Róbert Mike · Mátyás Sáfrán · Gábor Balázs · Hungría · 3:31,229                                | Silviu Simioncencu · Iosif Chirilă · Andrei Cuculici · Nicolae Flocea · Rumania · 3:34,439 |

### Femenino
| Evento    | Oro                                                                                             | Plata                                                                                 | Bronce                                                                                               |
| --------- | ----------------------------------------------------------------------------------------------- | ------------------------------------------------------------------------------------- | --- |
| K1 200 m  | Natasa Janics · Hungría · 42,469 s                                                              | Anne Rikala · Finlandia · 43,448 s                                                    | Inna Osypenko-Radomska · Ucrania · 43,468 s                                                          |
| K2 200 m  | Fanny Fischer · Nicole Reinhardt · Alemania · 39,170                                            | Ivana Kmeťová · Martina Kohlová · Eslovaquia · 39,356                                 | Tímea Paksy · Melinda Patyi · Hungría · 39,896                                                       |
| K4 200 m  | Carolin Leonhardt · Conny Waßmuth · Maren Knebel · Katrin Wagner-Augustin · Alemania · 37,202   | Tímea Paksy · Katalin Kovács · Krisztina Fazekas · Melinda Patyi · Hungría · 37,312   | Josefin Nordlöw · Anna Karlsson · Karin Johansson · Sofia Paldanius · Suecia · 37,892                |
| K1 500 m  | Katrin Wagner-Augustin · Alemania · 1:53,985                                                    | Katalin Kovács · Hungría · 1:54,598                                                   | Anne Rikala · Finlandia · 1:55,218                                                                   |
| K2 500 m  | Tímea Paksy · Dalma Benedek · Hungría · 1:46,714                                                | Fanny Fischer · Nicole Reinhardt · Alemania · 1:47,191                                | Monika Borowicz · Dorota Kuczkowska · Polonia · 1:47,984                                             |
| K4 500 m  | Carolin Leonhardt · Conny Waßmuth · Maren Knebel · Katrin Wagner-Augustin · Alemania · 1:38,553 | Tímea Paksy · Katalin Kovács · Krisztina Fazekas · Melinda Patyi · Hungría · 1:40,027 | Sandra Pawełczak · Aneta Konieczna · Małgorzata Chojnacka · Ewelina Wojnarowska · Polonia · 1:40,305 |
| K1 1000 m | Sofia Paldanius · Suecia · 4:08,410                                                             | Katalin Kovács · Hungría · 4:09,490                                                   | Friederike Leue · Alemania · 4:09,530                                                                |
| K2 1000 m | Danuta Kozák · Gabriella Szabó · Hungría · 3:51,404                                             | Małgorzata Chojnacka · Ewelina Wojnarowska · Polonia · 3:51,444                       | Annika Andersson · Emma Andersson · Suecia · 3:54,970                                                |
| K4 1000 m | Tímea Paksy · Krisztina Fazekas · Alexandra Keresztesi · Dalma Benedek · Hungría · 3:27,060     | Marina Schuck · Judith Hörmann · Gesine Ruge · Friederike Leue · Alemania · 3:29,613  | Stefania Cicali · Alice Fagioli · Alessandra Galiotto · Fabiana Sgroi · Italia · 3:29,726            |

## Medallero
| Núm. | País        | Oro | Plata | Bronce | Total |
| ---- | ----------- | --- | ----- | ------ | ----- |
| 1    | Alemania    | 8   | 4     | 3      | 15    |
| 2    | Hungría     | 6   | 7     | 7      | 20    |
| 3    | Bielorrusia | 4   | 4     | 1      | 9     |
| 4    | Eslovaquia  | 2   | 1     | 0      | 3     |
| 5    | Lituania    | 2   | 0     | 0      | 2     |
| 6    | Rusia       | 1   | 5     | 0      | 6     |
| 7    | Suecia      | 1   | 1     | 2      | 4     |
| 8    | Reino Unido | 1   | 1     | 0      | 1     |
| 9    | Serbia      | 1   | 0     | 1      | 2     |
| 10   | Noruega     | 1   | 0     | 0      | 1     |
| 11   | Polonia     | 0   | 3     | 5      | 8     |
| 12   | Finlandia   | 0   | 1     | 1      | 2     |
| 13   | España      | 0   | 0     | 2      | 2     |
| 13   | Ucrania     | 0   | 0     | 2      | 2     |
| 15   | Francia     | 0   | 0     | 1      | 1     |
| 15   | Italia      | 0   | 0     | 1      | 1     |
| 15   | Rumania     | 0   | 0     | 1      | 1     |
|      | TOTAL       | 27  | 27    | 27     | 81    |